# Eivormig ruigkogeltje
Het eivormig ruigkogeltje (Lasiosphaeria ovina) is een schimmel uit de familie Lasiosphaeriaceae. Het leeft saprotroof in groepen op erg verrot hout van loofbomen en -struiken. Het verschijnt vooral in het voorjaar. 

## Kenmerken

### Uiterlijke kenmerken
Het vruchtlichaam is kogelvormig met papil en heeft een diameter van 0,4-0,6 mm. Perithecia zijn zwart van kleur en omgeven door een vuilwitte vacht van hyfen.

### Microscopische kenmerken
De hyaliene tot geelachtig gekleurde sporen zijn cilindrisch en wormachtig gebogen of aan één uiteinde slechts licht gebogen. Ze zijn glad, vaak ongesepteerd en 26 tot 54 × 3,5 tot 5 μm groot. De asci zijn cilindrisch gesteeld - knotsvormig en 160-200 × 15-22 µm groot. De parafysen zijn behaard en gesepteerd.

## Verspreiding
Het eivormig ruigkogeltje komt voor in Europa van Engeland tot Rusland, terwijl in Noord-Amerika het verspreidingsgebied zich uitstrekt van Canada tot Costa Rica. De soort komt ook voor op de Filipijnen.
In Nederland komt het algemeen voor.

## Trivia
Het eivormig ruigkogeltje wordt soms geparasiteerd door Krieglsteinera lasiosphaeriae.

## Foto's

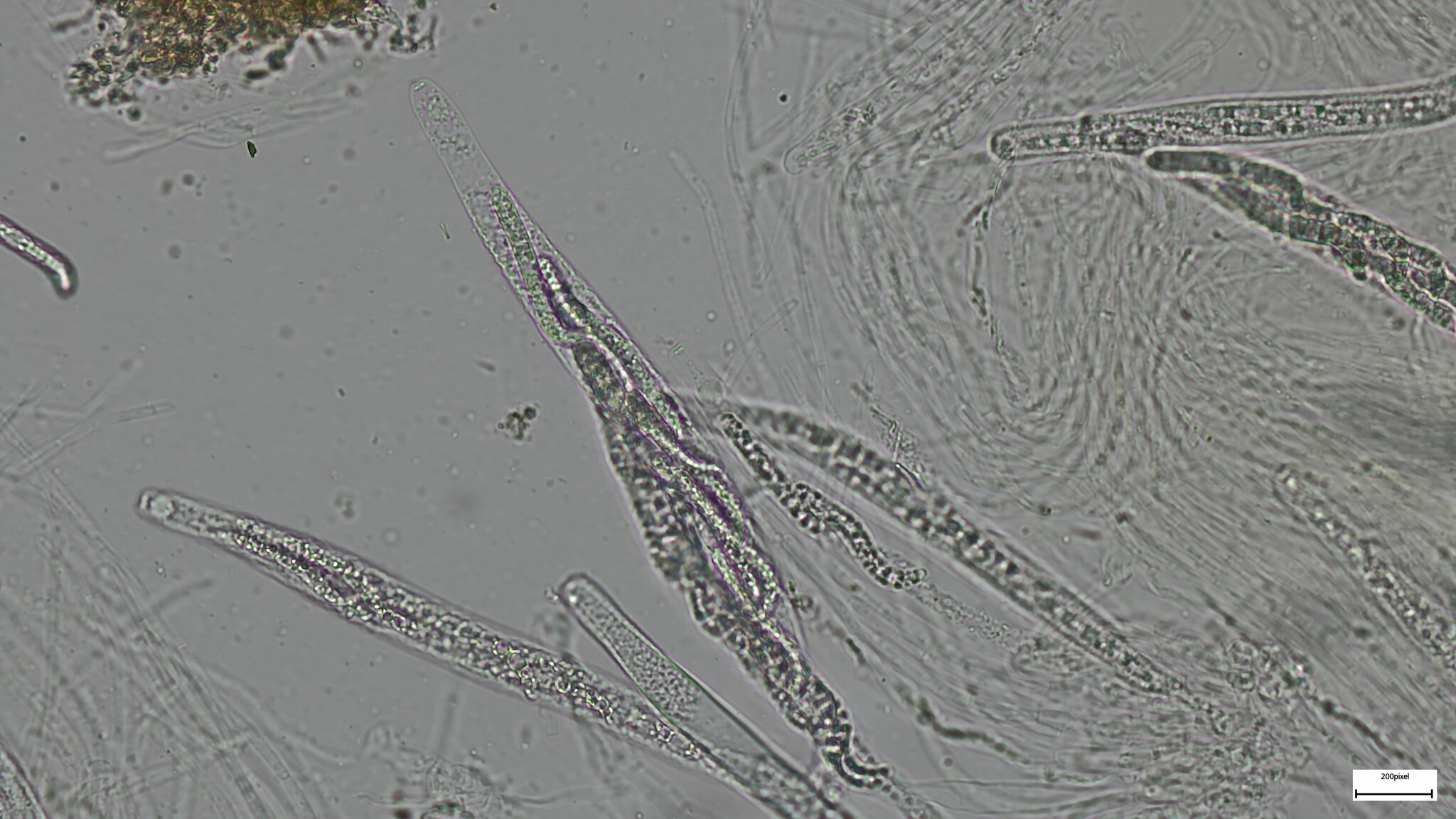
Sporen